# Paul A. Baran
Paul Alexander Baran (IPA: [ˈbærən]; Mykolaïv, 25 agosto 1909 – Palo Alto, 26 marzo 1964) è stato un economista statunitense di scuola neomarxista.
Nel 1951 Baran fu nominato professore ordinario all'Università di Stanford, risultando così essere l'unico economista marxiano di ruolo negli Stati Uniti d'America fino alla sua morte nel 1964. Nel 1957 Baran scrisse The Political Economy of Growth e nel 1966 scrisse Il capitale monopolistico insieme a Paul Sweezy.